# Cantó de Murat
El cantó de Murat-sur-Vèbre és un cantó del departament francès del Tarn, a la regió d'Occitània. Està inclòs al districte de Castres i té 4 municipis. El cap cantonal és Murat-sur-Vèbre.

## Municipis
- Barre
- Lo Molin Màger
- Murat
- Najas

## Història
| Data d'elecció                           | Identitat     | Partit        | Qualitat |
| ---------------------------------------- | ------------- | ------------- | -------- |
| 1985-2004                                | Maurice Boyer | Divers droite |          |
| 2004-                                    | Michel Vidal  | Divers droite |          |
| les dades anteriors no són pas conegudes |               |               |          |
|                                          |               |               |          |

## Demografia
| 1962  | 1968  | 1975  | 1982  | 1990  | 1999  | 2006  |
| ----- | ----- | ----- | ----- | ----- | ----- | ----- |
| 2.331 | 2.523 | 2.162 | 1.912 | 1.832 | 1.728 | 1.727 |